# Ивановский, Владислав Викторович
Владислав Викторович Ивановский (23 марта 1928 года — 6 ноября 2000 года) — директор птицесовхоза «Прохладное» Северо-Кавказского военного округа, Прохладненский район Кабардино-Балкарской АССР. Отличник народного просвещения (1985). Герой Социалистического Труда (16.07.1986).

## Биография
Родился 23 марта 1928 года в селе Феофановка Павлодарского округа Казахской АССР, ныне Павлодарского района Павлодарской области Казахстана, в крестьянской многодетной (пятеро детей) семье. Русский.
В 1949 году окончил отделение ветеринарии Нальчикского сельскохозяйственного техникума в Кабардинской (с 1957 года — Кабардино-Балкарской) АССР. Вскоре был призван в ряды Советской Армии, где окончил курсы ветеринарного училища. Уволился в запас в звании капитана.
В 1960 году окончил Северо-Осетинский сельскохозяйственный институт, получив квалификацию учёного зоотехника. В 1963—1964 годах прошёл курсы директоров сельхозпредприятий при Кабардино-Балкарском государственном университете. В течение года стажировался у известного председателя колхоза «Красная нива» в станице Котляревской Майского района Кабардино-Балкарской АССР.
В январе 1965 года Владислав Викторович самостоятельно возглавил убыточное с послевоенных лет подсобное хозяйство в посёлке Лесное Прохладненского района Кабардино-Балкарии, прибыль которого составляла 150 тысяч рублей, а убыток — 450 тысяч рублей. В 1966 году оно преобразовано в птицесовхоз «Прохладное» Северо-Кавказского военного округа (СКВО). Директор совхоза трудился не покладая рук. Его рабочий день начинался с 5 часов утра, а заканчивался, когда многие жители посёлка давно спали. Ему до всего было дело, он никогда не откладывал решения каких-либо проблем на завтра.
В. В. Ивановский выступал как новатор и экспериментатор: несмотря на небольшую площадь пахотной земли, при нём постоянно велись агрономические эксперименты. На полях испытывали не только новые сорта зерновых культур, но и картофеля. Внедряли интенсивную биотехнологию для рационального севооборота, а также всегда использовали органические удобрения с животноводческих комплексов для повышения урожайности.
Директор шёл по пути поиска инноваций и рационализаторства, внедрения новинок в жизнь полеводов, птицеводов и овцеводов. Был построен свой кормоцех с новейшим оборудованием, введён в эксплуатацию современный свиноводческий комплекс, реконструирована оросительная система полей. А с июня по октябрь на гружёных грузовых автомобилях с прицепами вывозились тысячи тонн картошки, овощей, муки и животноводческая продукция.
В 1975 году совхоз реализовал сельскохозяйственной продукции на 800 тысяч рублей, а в 1985—1988 годах — более чем на 3,5 миллиона рублей.
Усилия тружеников, специалистов и умелого руководителя-новатора оказались результативными: в 1986 году урожай кукурузы достиг рекордного для военного совхоза — 60 центнеров с гектара, картофеля — 175 центнеров. Полеводы первыми в совхозе перешли на хозрасчёт. Не захотели отставать от них и овцеводы, строители. Скоро убедились все: коллективный подряд — это тот самый рубеж, с которого начинается восхождение к успеху.
Благодаря умелому руководству в 1970-х годах птицесовхоз «Прохладное» Северо-Кавказского военного округа стал передовым хозяйством, а спустя ещё 10 лет это был уже «совхоз-миллионер». Руководство СКВО было благодарно Вячеславу Викторовичу за своевременную и качественную поставку сельскохозяйственной продукции для тысячи солдат.
В середине 1970-х годов, когда экономическое положение стало стабильным, директор совхоза стал говорить о необходимости строительства для посёлка новой современной общеобразовательной школы. Так, преодолевая бюрократические препятствия, выступая с различных трибун, Вячеслав Викторович добился разрешения на строительство школы. В 1978 году была открыта новая школа на 240 ученических мест. «Школа построена на средства, заработанные нашими тружениками!» — говорил с гордостью В. В. Ивановский на школьных линейках и праздниках. Он понимал всю ценность и необходимость образования в достижении положительных результатов в работе совхоза.
Указом Президиума Верховного Совета СССР («закрытым») от 16 июля 1986 года Ивановскому Владиславу Викторовичу присвоено звание Героя Социалистического Труда с вручением ордена Ленина и золотой медали «Серп и Молот».
Конец 1990-х годов сопровождался многими переменами в стране, республике и в самом сельхозпредприятии, но под руководством В. В. Ивановского работники совхоза преодолевали экономические трудности: выращивали хлеб, картофель, трудились на животноводческих комплексах (молочно-товарной, свино-товарной, овцеводческо-товарной фермах). К концу трудовой деятельности Вячеслава Викторовича совхоз «Прохладное» СКВО оставался совхозом-миллионером.
До преклонных лет руководил он совхозом (ныне — сельхозпредприятие СКВО «Прохладное»). Всего себя отдавал любимому делу, родной земле, людям, с которыми он работал и с которыми делил все трудности и радости. Люди уважали директора за его справедливость. Своим трудом он был лучшим примером для сельчан, воодушевлял их на высокие показатели в работе.
В 2000 году вышел на заслуженный отдых. После него хозяйство возглавил его сын, полковник Виктор Владиславович Ивановский, окончивший в юности сельскохозяйственный техникум и почти тридцать лет прослуживший в армии.
Проживал в посёлке Лесное Прохладненского района Кабардино-Балкарской Республики.
Умер 6 ноября 2000 года. Похоронен на кладбище станицы Солдатская Прохладненского района.

## Награды
- Золотая медаль «Серп и Молот»(16.07.1986)
- Орден Ленина(16.07.1986)
- Орден Октябрьской Революции(30.05.1978)
- Орден Трудового Красного Знамени(1973)
- Орден «За заслуги перед Отечеством»
- Медаль «В ознаменование 100-летия со дня рождения Владимира Ильича Ленина» (6 апреля 1970)
- Медаль «За трудовое отличие»
- Медаль «Ветеран труда»
- Медаль За безупречную службу 3 степени
- Юбилейная медаль «50 лет Вооружённых Сил СССР» (26 декабря 1967[3])

- медалями ВДНХ СССР:
- Отличник народного просвещения (1985)

## Память
- В честь Героя названа центральная улица в посёлке Лесное Прохладненского района.
- На могиле установлен надгробный памятник.